# Balangero
Balangero (piemontesisch Balangé) ist eine Gemeinde in der italienischen Metropolitanstadt Turin (TO), Region Piemont.

## Lage und Einwohner
Balangero liegt 30 km nordwestlich von Turin am Eingang in die Lanzotäler. Der Ort liegt auf einer Höhe von 440 m über dem Meeresspiegel. Das Gemeindegebiet umfasst eine Fläche von 12 km² und hat 3061 Einwohner (Stand 31. Dezember 2023). Nördlich der Ortschaft liegt die große Asbestmine Balangero.
Die Nachbargemeinden sind Corio, Coassolo Torinese, Mathi, Lanzo Torinese und Cafasse.

## Geschichte

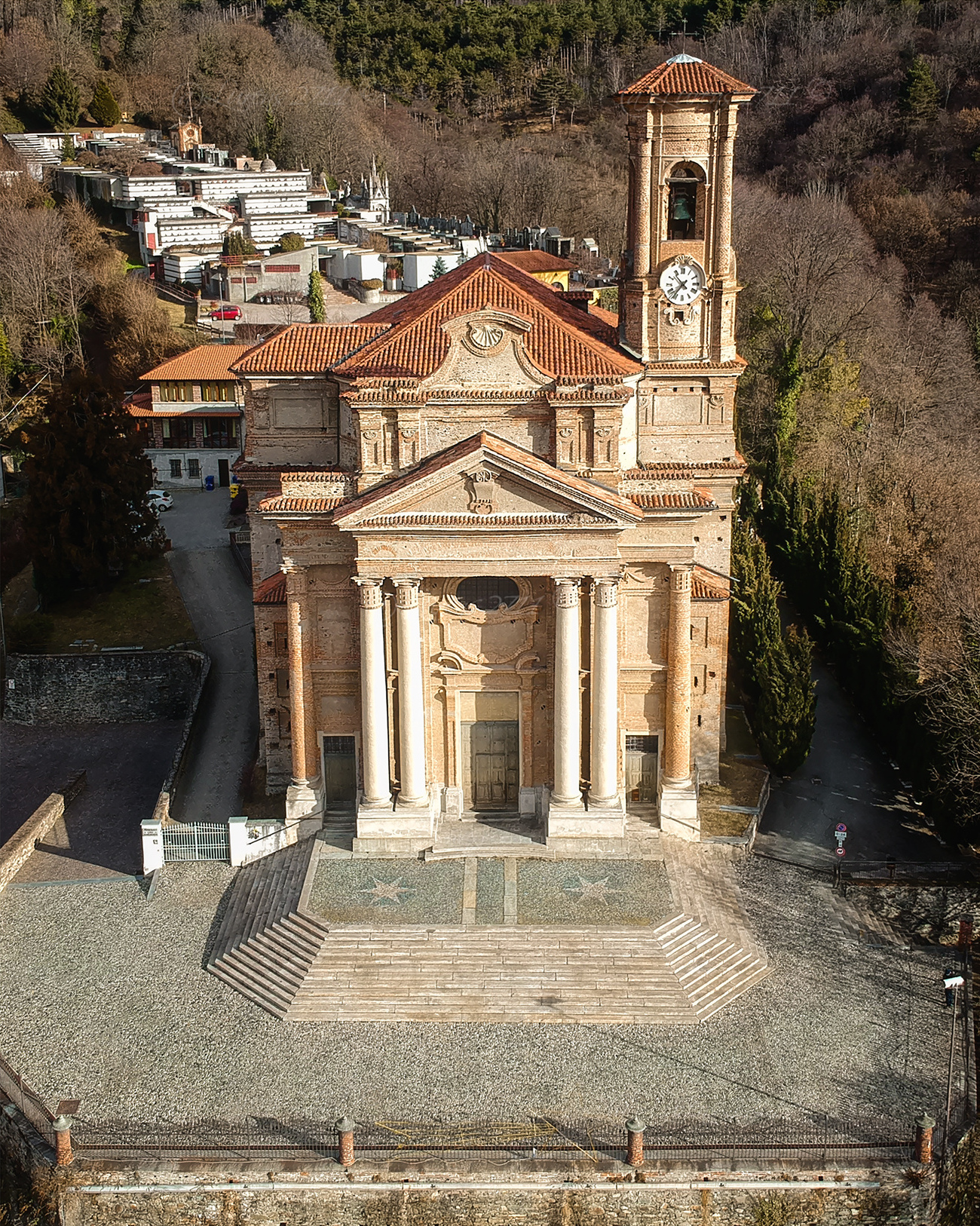
Kirche San Giacomo

Der Ortsname ist ab 1171 durch die Formen „Berenario“, „Belengerium“ und „Ballangerium“ bezeugt, abgeleitet vom Personennamen Berengario, Marquis von Ivrea, von dem die Grafen des Ortes abstammen. Die Siedlung wurde in der Römerzeit erbaut, wie die Entdeckung einer antiken Nekropole im 19. Jahrhundert beweist, und wurde während der Invasionen der Langobarden zerstört. Der Wiederaufbau bestand in der Bildung eines neuen Häuserkerns, der im Mittelalter als „Matingo“ bekannt war. Davon erfahren wir in einem Dokument aus dem Jahr 991, in dem die Aleramici Anselmo und Ottone von der Gründung des Klosters sprechen. San Quintino di Spigno in Monferrato und die Restaurierung der Abtei San Mauro in Pulcherada.
Zu Beginn des 11. Jahrhunderts musste sich die lokale Bevölkerung gegen die Invasionen der Ungarn und Sarazenen verteidigen und fand Zuflucht im Priorat San Massimo, der starken Burg Lanzo und der örtlichen Burg. Aufgrund seiner erheblichen strategischen Bedeutung, ein Eckpfeiler des Canavese-Gebiets, ein Verbindungs- und Transitknotenpunkt von der Ebene bis zu den Alpentälern, war es im 13. Jahrhundert Schauplatz von Zusammenstößen zwischen verschiedenen Fraktionen, die gegeneinander kämpften. Aus diesen Kämpfen ging zunächst die Herrschaft der Acaia als Sieger hervor und behielt die lokale Regierung fünfzig Jahre lang, bis die Savoyer mit der Regentschaft von Amedeo VI., dem Grünen Grafen, die Herrschaft übernahmen.
Im Jahr 1552, dem Jahr der Invasion französischer Truppen unter der Führung von De Brissac während der französisch-hispanischen Kriege, erlitt das Herrenhaus schwere Zerstörungen.
Im Jahr 1918 begann die Steinbruchgesellschaft San Vittore mit der Asbestgewinnung auf dem damals größten Vorkommen Europas. Im Jahr 1992 wurde die Umnutzung und Rekultivierung des Bergwerks ins Leben gerufen.

## Sehenswürdigkeiten
- Die Ruinen der Burg, die sich auf dem Trucco befinden, einem erhöhten Ort, die Balangero von Corio trennt.
- Die Pfarrkirche San Giacomo, die 1777 von Mario Ludovico Quarini entworfen und in der Fassade vom Architekten Michele Buscaglione verändert wurde.
- Die Kapelle San Vittore, die wahrscheinlich für die Arbeit der Benediktinermönche von San Mauro di Pulcherada erbaut wurde und von der aus ein herrliches Panorama auf die Alpenkette zu sehen ist.